# Craig Erickson
Craig Neil Erickson (Boynton Beach, 17 maggio 1969) è un ex giocatore di football americano statunitense che ha giocato nel ruolo di quarterback nella National Football League (NFL). Al college giocò a football all'Università di Miami vincendo tre campionati NCAA.

## Carriera professionistica
Erickson fu scelto dai Philadelphia Eagles nel quinto giro del Draft NFL 1991 e dai Tampa Bay Buccaneers nel Draft NFL 1992. È uno dei pochi giocatori della NFL ad essere stato scelto due volte nel draft; un altro esempio famoso è quello di Bo Jackson, scelto anch'egli dai Buccaneers. Erickson giocò sette stagioni nella NFL, nel periodo 1992–1997 e nel 1999. La sua miglior stagione da professionista fu quella del 1993 coi Buccaneers in cui lanciò oltre 3.000 yard e 18 touchdown.

## Palmarès
- Campione NCAA

Miami Hurricanes: 1987, 1989, 1991

## Statistiche
| Yard passate  | 7.625 |
| Touchdown     | 41    |
| Intercetti    | 38    |
| Passer rating | 74,3  |